# Steen Langeberg
Steen Langeberg (født 18. august 1976 i Kolding) er en dansk journalist og tv-vært. Han er kendt som vært på Go Morgen Danmark og Jo Færre, Jo Bedre, som er den danske udgave af det britiske quizshow Pointless. Han har også haft små biroller i forskellige danske serier: Hotellet, Langt fra Las Vegas, og Klovn. Langeberg startede sin karriere som receptionist, men skiftede til TV 2 Radio i 2007.